# سوزان هولمز (طراح مد)
سوزان هولمز (انگلیسی: Susan Holmes؛ زادهٔ ۱۹۴۱ (۸۳–۸۴ سال) طراح مد و پارچه نیوزلندی است که به دلیل استفاده از رنگ‌آمیزی و ابریشم در آثار هنری خود شناخته شده‌است.
او برنده ۱۹ جایزه ازworld of wearable arts شده‌است.